# Március 8.
Március 8. az év 67. (szökőévben 68.) napja a Gergely-naptár szerint. Az évből még 298 nap van hátra.
Névnapok: Zoltán + Apol, Apolka, Apolló, Apollónia, Aracs, Arad, Aramisz, Beáta, Csolt, Filemon, János, Julián, Juliánusz, Júliusz, Kada, Szilvánusz, Zolta

## Események

### Politikai események
- 1706 – A huszti országgyűlésen kimondják az Erdélyi Fejedelemség önállóságát[1]
- 1857 – New Yorkban 40 ezer textil- és konfekcióipari munkásnő lép sztrájkba a béregyenlőségért és munkaidő csökkentésért.
- 1913 – Magyarország csatlakozott a nőnapi felhíváshoz és a Nemzetközi nőnap első megemlékezéseként az Országos Nőszervező Bizottság röplapokat osztott.
- 1921 – A háza közelében anarchista merénylők megölik Eduardo Dato e Iradier spanyol miniszterelnököt.[2]
- 1924 – Görögország elismeri a Szovjetuniót és felveszik a diplomáciai kapcsolatokat.
- 1942 – A szlovák katolikus püspökök pásztorlevélben tiltakoznak a zsidók üldözése ellen.
- 1945 – Brit-amerikai légitámadásban megsemmisül a  hegyeshalmi rendező pályaudvar és a vasúti fűtőházak.
- 1950 – Vorosilov marsall bejelenti, hogy a Szovjetunió kifejlesztette az atombombát.
- 2006 – Három magyar katona sérül meg egy közlekedési balesetben Afganisztánban, Kunduz közelében, mikor a katonákat szállító terepjáró felborul.
- 2008 – Parlamenti választásokat tartanak Máltán.

### Tudományos és gazdasági események
- 1817 –  1792-ben alapították a New York-i tőzsdét, de 1817. március 8-án a szervezet elkészítette az alapszabályokat és felvette a „New York Stock & Exchange Board” nevet.
- 1960 – az UNESCO felhívást tett közzé az egyiptomi Nílus menti emlékművek megmentése érdekében (ez szolgáltatta a későbbi világörökségi egyezmény alapjait)
- 1974 – Megnyílik a párizsi Charles de Gaulle nemzetközi repülőtér (Roissy-ban).
- 1986 – A japán Suisei űrszonda és a Halley-üstökös legnagyobb közelsége.

### Kulturális események
- 2002 – Elindul a szlovén Wikipedia.

#### Irodalmi, színházi és filmes események
- 1879 – Békéscsabán megnyílik az Alföld első állandó kőszínháza, a Jókai Színház.

### Sportesemények
Formula–1
- 1998 –  ausztrál nagydíj, Melbourne - Győztes: Mika Häkkinen  (McLaren Mercedes)

### Egyéb események
- 1948 – A Rákosi-korszak egyik új ünnepeként kötelezővé vált a nemzetközi nőnap megünneplése.

## Születések
- 1566 – Carlo Gesualdo itáliai zeneszerző († 1613)
- 1679 – Hessen–Wanfriedi Sarolta Amália II. Rákóczi Ferenc erdélyi fejedelem felesége († 1722)
- 1809 – Prückler Ignác fűszerkereskedő, a "Prückler Ignácz Magyarország első rum-, likőr- és pezsgőgyára" alapítója és tulajdonosa († 1876)
- 1814 – Szigligeti Ede drámaíró, műfordító († 1878)
- 1819 – Berde Áron jogász, közgazdász († 1892)
- 1822 – Ignacy Łukasiewicz örmény származású lengyel gyógyszerész, akinek először sikerült kőolajból világítóolajat (petróleumot) előállítania († 1882)
- 1839  Josephine (szül. Garis) Cochrane, a mosogatógép feltalálója (†1913)
- 1848 – LaMarcus Adna Thompson amerikai feltaláló, üzletember, számos nevezetes hullámvasút kifejlesztője († 1912)
- 1883 – Csortos Gyula magyar színművész († 1945)
- 1885 – Cselényi Pál magyar hitelintézeti igazgató, jogi doktor, kormányfőtanácsos, országgyűlési képviselő († ?)
- 1887 – Kossuth Pál magyar földbirtokos, főszolgabíró, országgyűlési képviselő († 1966)
- 1891 – G. Váczi Lajos magyar gazdálkodó, kisgazda politikus, országgyűlési képviselő († 1970)
- 1894 – Wäinö Aaltonen finn szobrász, festő († 1966)
- 1900 – Patkós Irma magyar színművésznő († 1996)
- 1903 – Dávid Károly Kossuth-díjas magyar építész († 1973)
- 1905 – Keserű Alajos olimpiai bajnok vízilabdázó († 1965)
- 1909 – Rajk László kommunista politikus, belügyminiszter († 1949)
- 1913 – Mulúd Feraún francia nyelven alkotó algériai berber író († 1962)
- 1914 – Jakov Zeldovics szovjet fizikus, csillagász, aki fontos szerepet játszott a szovjet nukleáris- és termonukleáris fegyver kifejlesztésében († 1987)
- 1915
  - Gyarmathy Tihamér Kossuth-díjas festőművész († 2005)
  - Tapio Rautavaara, finn énekes, sportoló, filmszínész († 1979)
- 1916 – Láng Géza agrármérnök, egyetemi tanár († 1980)
- 1918 – Alan Hale Jr. amerikai színész († 1990)
- 1920 – Bob Gregg amerikai autóversenyző († 2002)
- 1921 – Romhányi József magyar író, a magyar nyelv művésze, a „Rímhányó Romhányi” († 1983)
- 1928 – Karai János magyar gépészmérnök, egyetemi tanár († 2004)
- 1931 – Neil Postman amerikai író, média teoretikus és esztéta († 2003)
- 1934
  - Földes Imre magyar zenetörténész, zenepedagógus
  - František Velecký, szlovák színész († 2003)
- 1936 – Szabó Gábor magyar dzsesszgitáros és zeneszerző, az első olyan magyar dzsesszmuzsikus, aki nemzetközileg elismertté és népszerűvé vált († 1982)
- 1942 – Ujlaky László Jászai Mari-díjas magyar színész († 2018)
- 1947 – Florentino Pérez spanyol üzletember, politikus, a spanyol Real Madrid CF labdarúgócsapat elnöke.
- 1950 – Szennyai Mária magyar színésznő
- 1952 – Selmeczi György Kossuth-díjas erdélyi magyar karmester, zeneszerző, zenei vezető, a nemzet művésze
- 1955 – Böröndi Tamás magyar színész, színházigazgató († 2020)
- 1956 – Kertész András Széchenyi-díjas magyar nyelvész, tudományfilozófus, egyetemi tanár, a Magyar Tudományos Akadémia rendes tagja
- 1957 – Cynthia Rothrock amerikai harcművész és filmszínész
- 1958 – Gary Numan angol zenész, zeneszerző, akit „az elektro-pop atyjának” is neveznek
- 1959 – Aidan Quinn amerikai színész
- 1964 – Vidnyánszky Attila Kossuth-díjas magyar színházi rendező, színigazgató
- 1966 – Orosz László Wladimir magyar költő, filozófus
- 1967 – Fejős Éva magyar író, újságíró
- 1968 – Michael Bartels német autóversenyző
- 1970 – Nyári Zoltán Jászai Mari-díjas magyar operaénekes, színész
- 1976 – Freddie Prinze Jr. amerikai színész
- 1984 – Garics György magyar születésű osztrák labdarúgó
- 1986 – Pásztor Máté magyar színész
- 1988 – Vitali Sazonets ukrán műkorcsolyázó
- 1996 – Imre Emil romániai magyar gyorskorcsolyázó
- 1997 – Reider Péter magyar színész

## Halálozások
- 1126 – Urraca kasztíliai királynő (* 1081)
- 1137 – Normandiai Adéla Hódító Vilmos és Flandriai Matilda lánya, István angol király anyja (*  1062–1067 körül )
- 1464 – Podjebrád Katalin, I. Mátyás magyar király első felesége, Podjebrád György cseh király leánya (*  1449)
- 1616 – Mária Anna bajor hercegnő (* 1574)
- 1713 – Diószegi Sámuel református lelkész, költő (* ?)
- 1844 – XIV. Károly János svéd király, III. Károly János néven norvég király, er. Jean Baptiste Bernadotte francia tábornok (* 1763)
- 1861 – Heinrich Rudolf Schinz svájci orvos és természetbúvár (* 1777)
- 1869 – Hector Berlioz francia zeneszerző, zenekritikus (* 1803)
- 1874 – Millard Fillmore az Amerikai Egyesült Államok 13. elnöke, hivatalban 1850–1853-ig (* 1800)
- 1885 – Bátori-Schulcz Bódog honvéd ezredes (* 1804)
- 1912 – Loczka József magyar ásványkémikus (* 1855)
- 1917 – Ferdinand von Zeppelin német katonatiszt, feltaláló, léghajótervező (* 1838)
- 1923 – Johannes Diderik van der Waals Nobel-díjas holland fizikus, a termodinamika egyik úttörője, a gázok és folyadékok állapotegyenletének megalkotója (van der Waals-egyenlet) (* 1837)
- 1930 – William Howard Taft az Amerikai Egyesült Államok 27. elnöke, hivatalban 1909–1913-ig (* 1857)
- 1942 – José Raúl Capablanca kubai sakkozó, a sakk harmadik világbajnoka (1921–1927) (* 1888)
- 1945
  - Sárközi György magyar író, költő, műfordító (* 1899)
  - Nyiry István magyar gépészmérnök, országgyűlési képviselő (* 1887)
- 1957 – Galánthai gróf Esterházy János, Csehszlovákia legjelentősebb magyar mártír politikusa (* 1901)
- 1980 – Bruckner Győző kémikus, gyógyszervegyész, a magyarországi szerves kémia kimagasló jelentőségű alakja, az MTA tagja (* 1900)
- 1983 – William Walton angol zeneszerző (* 1902)
- 1986 – Filo-Fischer Ilona (Mihályfi Ernőné) magyar plakáttervező, alkalmazott grafikus, érdemes művész (* 1910)
- 1989 – Mészáros Ági kétszeres Kossuth-díjas magyar színésznő (* 1914)
- 1991 – Ludwig Fischer német autóversenyző (* 1915)
- 1993 – Duane Carter amerikai autóversenyző (* 1913)
- 1997 – Alexander Salkind filmproducer (* 1921)
- 1997 – Béky-Halász Iván költő, műfordító (* 1919)
- 2004 – Abu Abbász (er. Muhammad Zaidan), palesztin politikus, a Palesztinai Felszabadítási Szervezet (PFSZ) megalapítója (* 1948)
- 2005 – Aszlan Maszhadov csecsen szeparatista vezető (* 1951)
- 2014 – Schmidt Gábor magyar kertészmérnök, növénynemesítő, egyetemi tanár (* 1944)
- 2016 – George Martin zenei producer (* 1926)
- 2017 – Oláh György Széchenyi-nagydíjas és Nobel-díjas  magyar származású amerikai vegyészprofesszor (* 1927)
- 2020 – Max von Sydow svéd színész (* 1929)
- 2021 – Almási István erdélyi néprajzkutató (* 1934)
- 2023 – Hajím Topól kétszeres Golden Globe-díjas izraeli színész (* 1935)

## Nemzeti ünnepek, emléknapok, világnapok
- 1910 óta nemzetközi nőnap
- Egyes országokban: anyák napja